# Forcepia forcipula
Forcepia forcipula är en svampdjursart som först beskrevs av William Lundbeck 1905.  Forcepia forcipula ingår i släktet Forcepia och familjen Coelosphaeridae.
Artens utbredningsområde är Island. Inga underarter finns listade i Catalogue of Life.